# Guillem I de Cervelló
Guillem I de Cervelló (Segle XII-?) va ser un cavaller català del llinatge dels Cervelló. Era fill de Guerau Alemany V de Cervelló. Es casà amb Elvira d'Artussela, filla de Ximeno d'Artusela, de qui tingué Guerau VI de Cervelló. Va participar amb Pere II d'Aragó en la campanya que va conduir a la primera conquesta del Racó d'Ademús el 1212, amb el Setge d'al-Dāmūs i el Setge de Castellfabib i posteriorment va participar en la Conquesta de Mallorca on va morir el seu fill Guerau VI de Cervelló. A la mort del seu pare el 1197 obtingué la baronia de Cervelló, Gelida, la Granada, la Llacuna, Miralles, Vilademàger, Ferran, Aguiló i Roqueta, mentre que la resta del patrimoni es repartí entre el seu germà Ramon Alemany Cervelló de Querol i el seu nebot o net Guerau d'Aguiló.